# 옐레나 코텔니코바 (유도 선수)
옐레나 미하일로브나 코텔니코바(러시아어: Еле́на Миха́йловна Коте́льникова, 1969년 9월 29일~)는 러시아의 전직 유도 선수이다. 1992년 하계 올림픽과 1996년 하계 올림픽 여자 하프미들급에 참가했다.